# 게르트 팔팅스
게르트 팔팅스(독일어: Gerd Faltings, 1954년 7월 28일 - )는 독일의 수학자이며 필즈 메달 수상자이다.
1972년부터 1978년까지 독일 뮌스터 대학교에서 수학과 물리학을 전공하여 박사학위를 받았고 이후 독일연구재단의 장학생이 되어 하버드 대학교에서 1년간 있었으며 1981년 뮌스터에서 교수 자격을 얻었다. 이듬해에는 부퍼탈 대학교로 옮겨 27세의 나이로 독일에서 가장 어린 수학 정교수가 되었다. 1985년 미국으로 자리를 옮겨 프린스턴 대학교에서 교수가 되어 1986년에 필즈 메달을 수상하였다. 1995년에 독일의 본에 소재한 막스 플랑크 수학 연구소(Max-Planck-Institut für Mathematik)로 자리를 옮겼다.
그는 모델 추측(Mordell conjecture)을 증명하여 필즈 메달을 얻었는데, 이는 대수적 수체 K 위에서 종수 g가 1보다 큰 비특이 대수 곡선이 유한 개의 유리점을 가진다는 것이다. 이에 따라 이 추측은 더 이상 모델 추측으로 불리지 않고, 팔팅스의 정리로 불린다.